# Boeing X-48

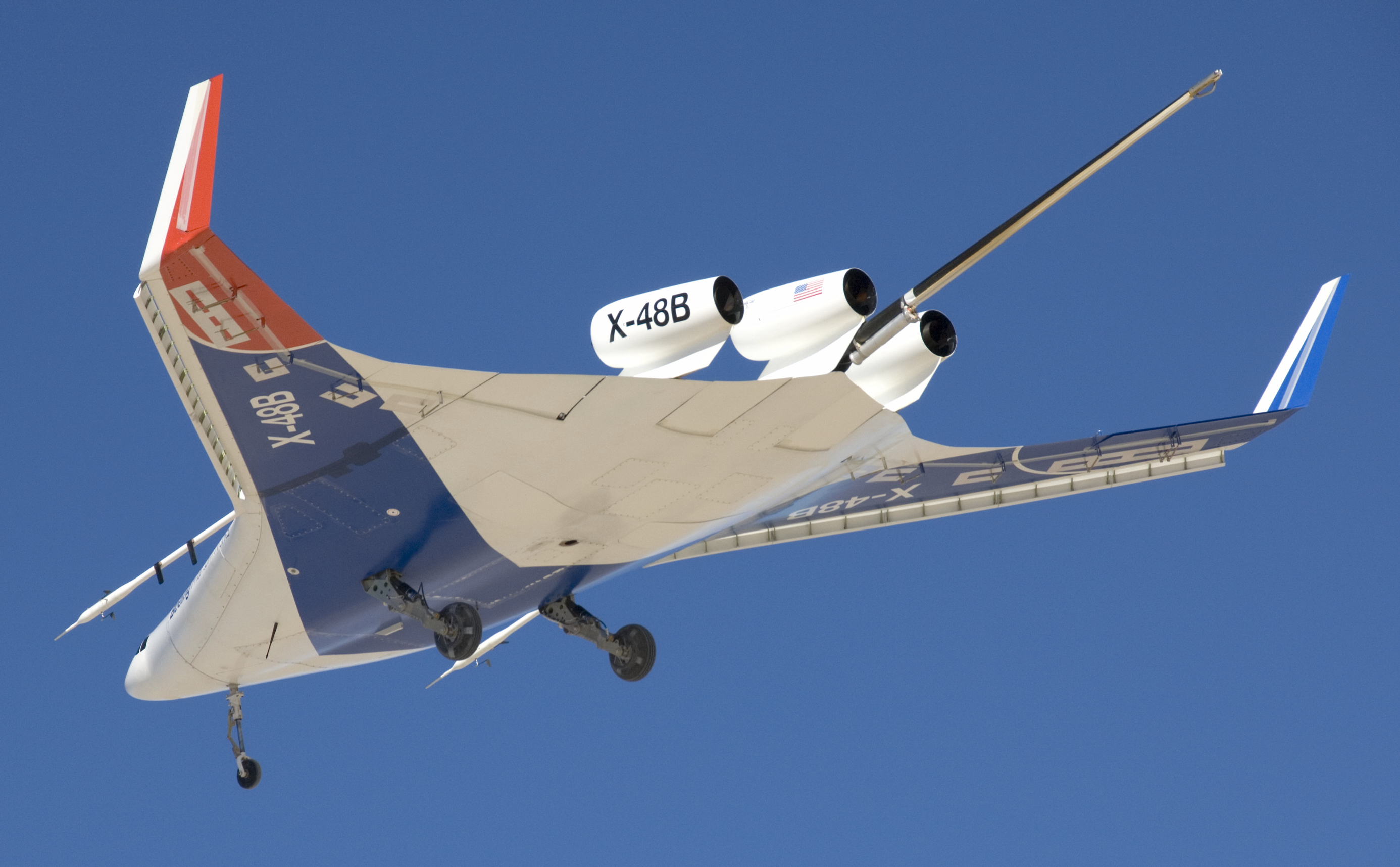
Erstflug der X-48B

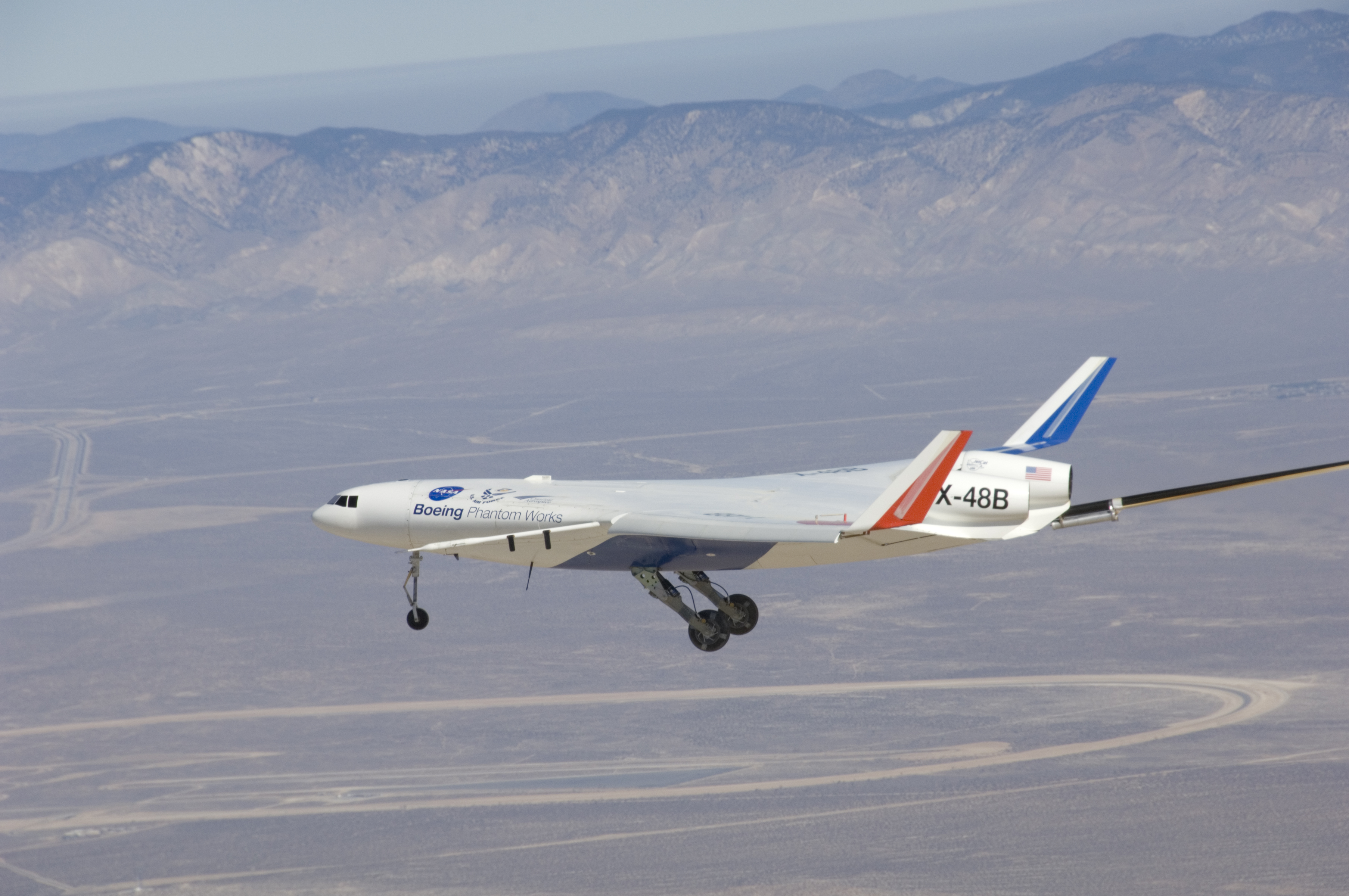
Erstflug der X-48B

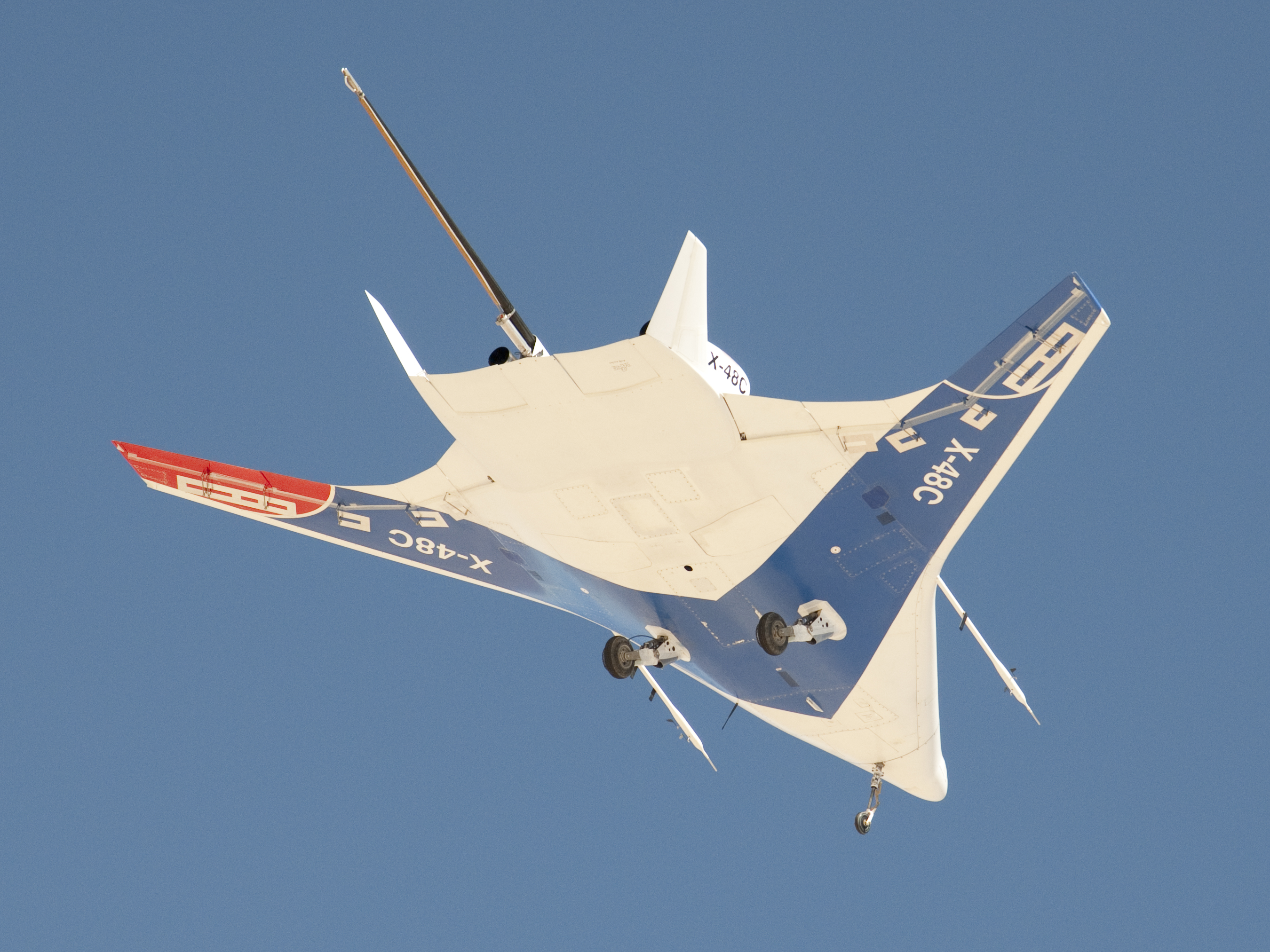
Die X-48C

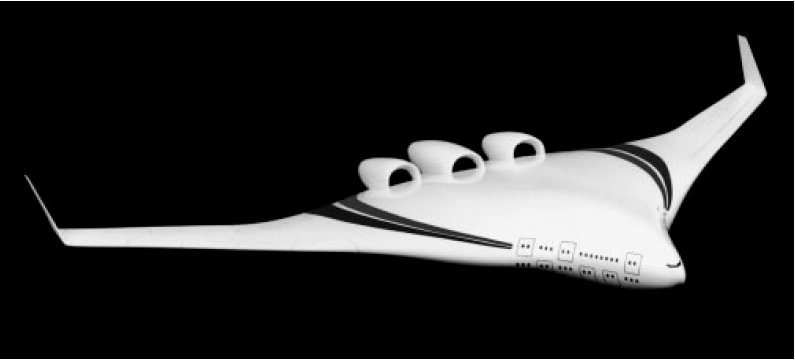
Computermodell eines Blended Wing Body

Die X-48 ist ein Experimentalflugzeug, das von Boeing und der NASA entwickelt wird, um die Eigenschaften eines Blended Wing Body (BWB), einer speziellen Form des Nurflüglers, zu erproben.

## Geschichte
Boeing Phantom Works entwickelte zusammen mit dem NASA Langley Research Center das Konzept der X-48. Für die Untersuchung der Flugeigenschaften des BWB-Konzepts wurde an der Stanford-Universität ein ferngesteuertes Modell gebaut, das erfolgreich flog. Der nächste Entwicklungsschritt sollte ein etwa 10,7 m langes Modell sein, das bei der NASA in Langley gebaut werden sollte. Die Flugversuche des zweiten Modells waren für das Jahr 2004 angesetzt. Es gab jedoch keinerlei Berichte über die Versuche.
Boeing teilte im November 2005 mit, dass ein weiteres Modell (X-48B) gebaut wird. Die Pressemitteilung ließ auch erkennen, dass in der Zwischenzeit die United States Air Force in das Projekt eingestiegen ist. Am 20. Juli 2007 unternahm der unbemannte Prototyp im Maßstab 1:12 mit einer Spannweite von 6,4 Metern und einem Gewicht von etwa 250 kg am Dryden Flight Research Center der US-Weltraumbehörde NASA in Kalifornien den ersten Testflug. Der Erstflug dauerte 31 Minuten; das ferngesteuerte Modell erreichte dabei eine Geschwindigkeit von 120 kts (222 km/h) und eine Flughöhe von 2286 Metern (7.500 ft). Ende März beendete die X-48B mit dem achtzigsten Flug erfolgreich das bisher ausführlichste Flugtestprogramm für unbemannte Flugzeuge bei der NASA. Der bisherige Rekordhalter, die X-45, absolvierte nur 40 Testflüge. Die X-48B konnte in allen Flugsituationen überzeugende Leistungen erbringen. Die X-48B wird nun einen neuen Flugcomputer erhalten, um in einer neuen Testflugreihe „Phase 1.5“ für das „Environmentally Responsible Aviation Project“ der NASA Daten für eine umweltfreundlichere Luftfahrt zu sammeln. Ziel dieses Programmes ist die Reduzierung von Fluglärm, Treibhausgasen und des Treibstoffverbrauchs.
Im Jahr 2012 wurde eine modifizierte Version mit nur zwei anstelle von drei Triebwerken und zwei zusätzlichen vertikalen Flächen neben den Triebwerken unter der Bezeichnung X-48C erprobt. Die Konstruktionsarbeiten an der X-48C führte Boeing durch, während der Bau bei „Cranfield Aerospace“ erfolgte. Die NASA und das „US Air Force Research Laboratory“ waren gemeinsam für die Flugerprobung verantwortlich. Die X-48C führte im April 2013 ihren dreißigsten und letzten Flug durch, womit eine achtmonatige Erprobungsphase abgeschlossen wurde. Die Flüge hatten typischerweise eine Dauer von etwa 30 Minuten, wobei Geschwindigkeiten bis 225 km/h und Flughöhen von 3000 m erreicht werden konnten.

## Konstruktion
Das BWB-Konzept soll eine größere strukturelle, aerodynamische und operationelle Effektivität ermöglichen als das heutige Rohr-mit-Flügel-Konzept. Das modulare Design könnte es auch ermöglichen, bei gleicher Tragfläche verschiedene Rumpfvarianten zu verwenden. Man erhofft sich davon größere Reichweiten und Sparsamkeit sowie eine höhere Zuverlässigkeit. Das Konzept verspricht dazu vielfältige Einsatzgebiete in der zivilen und militärischen Luftfahrt.